# Manuel Rodríguez (cyclisme)
Pour les articles homonymes, voir Manuel Rodríguez, Rodriguez et Barros.
Manuel Rodríguez Barros (né le 13 août 1926 à Ponteareas et mort le 20 octobre 1997 à Vigo) est un coureur cycliste espagnol. Professionnel de 1947 à 1960, il s'est notamment classé deuxième du Tour d'Espagne 1950 derrière son grand frère Emilio. Ses autres frères Pastor et Delio ont également été coureurs professionnels, le second étant le vainqueur du Tour d'Espagne 1945.

## Palmarès
- 1947
  - 2e du Tour de Galice
  - 2e du Tour de Burgos
- 1948
  - 7e du Tour d'Espagne
- 1949
  - Circuito Sardinero
- 1950
  - Subida a Arrate
  - Subida a Santo Domingo
  - 2e étape du Tour du Portugal
  - 2e du Tour d'Espagne
- 1951
  - Madrid-Porto
  - Subida a Arantzazu
  - Subida a Arrate
  - Trofeo Masferrer
  - 8e étape du Tour de Catalogne
  - 2e du Tour du Portugal
  - 3e de la Clásica a los Puertos
  - 3e du Tour de Catalogne
- 1952
  - 11e étape du Tour du Portugal
  - 2e de la Subida a Arantzazu
  - 2e du Circuito Ribera de Jalón
  - 3e de la Subida a Arrate
  - 3e du Tour du Portugal
- 1954
  - 3ec étape du Tour de Pontevedra
  - 2e du championnat d'Espagne de la montagne
  - 2e du Tour de Pontevedra
  - 3e du GP Ayutamiento de Bilbao
  - 3e du GP Pascuas
  - 3e du Trofeo Masferrer
  - 3e du Tour des Asturies
- 1955
  - 3e du Trofeo Borras
- 1956
  - 10e du Tour d'Espagne
- 1957
  - 3e de la Subida a Arrate

## Résultats sur les grands tours

### Tour de France
2 participations
- 1951 : 44e
- 1954 : 45e

### Tour d'Espagne
5 participations
- 1948 : 7e
- 1950 : 2e
- 1955 : 22e
- 1956 : 10e
- 1957 : 27e